# Henri Barbusse
Henri Barbusse (Asnières-sur-Seine, 17 de maig de 1873 - Moscou, 30 d'agost de 1935) va ser un escriptor, pacifista, esperantista i comunista francès.
Va cridar l'atenció per la seua novel·la naturalista, L'Enfer (1908), per la seua obra més perdurable és Le Feu (1916, Premi Goncourt), relat ambientat en la Primera Guerra Mundial el realisme de la qual va esvalotar el públic més conservador. L'any 1917, va esdevenir cofundador i primer president de la Association républicaine des anciens combattants (Arac - Associació d'antics combatents). Admirador de la Revolució russa (Le Couteau entre les dents, 1921), va afiliar-se al Partit comunista francès l'any 1923; va animar el moviment i la revista Clarté i va intentar definir una « literatura proletària ». Va ser un dels instigadors del moviment pacifista Amsterdam-Pleyel, del qual va ser president.
Va viure a Rússia i hi va escriure una biografia de Stalin (1935). Està soterrat al Cementiri del Père-Lachaise a París.

## Obres
- L'Enfer (1908)
- Le Feu (Journal d'une escouade) (1916, premi Goncourt)
- Carnets de Guerre
- Paroles d'un combattant. Articles et discours 1917-1920 (1917)
- Clarté (1919)
- L'Illusion (1919)
- Pleureuses (1920)
- Nous autres (1921)
- Le Couteau entre les dents (1921)
- Les Enchaînements (1925)
- Les Bourreaux (1926)
- Jésus (1927)
- Manifeste aux Intellectuels (1927)
- Faits divers (1928)
- Voici ce que l'on a fait de la Géorgie (1929)
- Élévation (1930)
- Ce qui fut sera (1930)
- Russie (1930)
- Zola (1932)
- Staline. Un monde nouveau vu à travers un homme (1936)
- Lénine et sa famille (1936)
- Lettres de Henri Barbusse à sa femme 1914 - 1917 (1937)